# Aneomochtherus platypygus
Aneomochtherus platypygus là một loài ruồi trong họ Asilidae. Aneomochtherus platypygus được Tsacas miêu tả năm 1968.